# NGC 1645
NGC 1645 (również PGC 15903) – galaktyka spiralna (S0-a/P), znajdująca się w gwiazdozbiorze Erydanu. Odkrył ją Heinrich Louis d’Arrest 31 października 1864 roku. Jest to galaktyka z aktywnym jądrem typu LINER.